# Juvecaserta Basket 2016-2017
Questa voce raccoglie le informazioni riguardanti la Juvecaserta Basket nelle competizioni ufficiali della stagione 2016-2017.

## Stagione
La stagione 2016-2017 della Juvecaserta Basket sponsorizzata Pasta Reggia, è la 20ª nel massimo campionato italiano di pallacanestro, la Serie A.
Per la composizione del roster si decise di cambiare formula, passando a quella con 7 giocatori stranieri di cui massimo 3 non appartenenti a Paesi appartenenti alla FIBA Europe o alla convenzione di Cotonou.

## Organigramma societario
Aggiornato al 30 novembre 2016.
- Presidente: Raffaele Iavazzi
- General manager: Gino Guastaferro
- Direttore sportivo: Antonello Nevola
- Segretario generale: Carlo Giannoni
- Team manager: Antimo Lubrano
- Addetto agli arbitri: Gianfranco Natale

- Allenatore: Sandro Dell'Agnello
- Assistente: Daniele Michelutti, Remo Petroccione
- Addetto statistiche: Giuseppe Durazzano
- Preparatore atletico: Domenico Papa
- Medico sociale: Emilio Taglialatela
- Fisioterapista: Donato Eremita
- Responsabile settore giovanile: Domenico Pisillipo

## Roster
Aggiornato al 24 aprile 2017.
| Pasta Reggia Caserta 2016-17 | Pasta Reggia Caserta 2016-17 |
| Giocatori                    | Staff tecnico                |
| ---------------------------- | ---------------------------- |

| N. | Naz.                                                | Ruolo | Nome               | Anno | Alt.   | Peso   |  |
| -- | --------------------------------------------------- | ----- | ------------------ | ---- | ------ | ------ |  |
| 1  | Kosovo (bandiera) · Polonia (bandiera)              | G     | Dardan Berisha     | 1988 | 191 cm | 90 kg  |  |
| 4  | Stati Uniti (bandiera) · Rep. Dominicana (bandiera) | PG    | Édgar Sosa         | 1988 | 190 cm | 80 kg  |  |
| 9  | Francia (bandiera)                                  | AP    | Yakhouba Diawara   | 1982 | 201 cm | 102 kg |  |
| 10 | Italia (bandiera)                                   | PG    | Daniele Cinciarini | 1984 | 194 cm | 87 kg  |  |
| 11 | Italia (bandiera)                                   | G     | Vincenzo Ventrone  | 1998 | 191 cm |        |  |
| 12 | Stati Uniti (bandiera)                              | AG    | Raphiael Putney    | 1990 | 206 cm | 84 kg  |  |
| 15 | Svezia (bandiera)                                   | AP    | Viktor Gaddefors   | 1992 | 201 cm | 92 kg  |  |
| 20 | Malta (bandiera)                                    | G     | Darryl Jackson     | 1985 | 190 cm | 82 kg  |  |
| 21 | Italia (bandiera)                                   | P     | Marco Giuri (C)    | 1988 | 194 cm | 90 kg  |  |
| 22 | Stati Uniti (bandiera)                              | AP    | Josh Bostic        | 1987 | 196 cm | 104 kg |  |
| 24 | Italia (bandiera)                                   | AG    | Dario Cefarelli    | 1993 | 199 cm | 100 kg |  |
| 28 | Georgia (bandiera) · Italia (bandiera)              | AC    | Nik'a Met'reveli   | 1991 | 211 cm | 105 kg |  |
| 32 | Polonia (bandiera)                                  | AC    | Olek Czyż          | 1990 | 201 cm | 109 kg |  |
| 50 | Stati Uniti (bandiera)                              | C     | Mitchell Watt      | 1989 | 208 cm | 102 kg |  |
| 80 | Stati Uniti (bandiera) · Italia (bandiera)          | C     | Linton Johnson     | 1980 | 203 cm | 93 kg  |  |
| -  | Italia (bandiera)                                   | G     | Gianluigi Cecere   | 2000 | 193 cm | 80 kg  |  |
| -  | Italia (bandiera)                                   |       | Armando Iavazzi    | 1998 |        |        |  |
| -  | Italia (bandiera)                                   |       | Antimo Maiello     | 2000 |        |        |  |
| -  | Italia (bandiera)                                   |       | Francesco Porfidia | 1999 |        |        |  |
| -  | Italia (bandiera)                                   |       | Alessandro Puoti   | 1999 |        |        |  |
| -  | Italia (bandiera)                                   | PG    | Marcello Riccio    | 1999 | 189 cm | 76 kg  |  |

| Allenatore                                                                                          |
| - Sandro Dell'Agnello                                                                               |
| Assistente/i                                                                                        |
| - Daniele Michelutti - Remo Petroccione Legenda - (C) Capitano - (IN) Inattivo - Infortunato Roster |

## Mercato

### Sessione estiva
| Acquisti | Acquisti        | Acquisti         | Acquisti   | Acquisti |
| R.       | Nome            | da               | Modalità   |          |
| -------- | --------------- | ---------------- | ---------- | -------- |
| PG       | Édgar Sosa      | H. Gerusalemme   | definitivo |          |
| AG       | Dario Cefarelli | Barcellona       | definitivo |          |
| AG       | Raphiael Putney | Guaiqueríes      | definitivo |          |
| G        | Darryl Jackson  | Casalpusterlengo | definitivo |          |
| C        | Mitchell Watt   | Alba Berlino     | definitivo |          |
| AP       | Josh Bostic     | VEF Rīga         | definitivo |          |
| AC       | Olek Czyż       | Pistoia Basket   | definitivo |          |

| Cessioni | Cessioni         | Cessioni         | Cessioni       | Cessioni |
| R.       | Nome             | a                | Modalità       |          |
| -------- | ---------------- | ---------------- | -------------- | -------- |
| AP       | Micah Downs      | Orléans Loiret   | fine contratto |          |
| P        | Peyton Siva      | Alba Berlino     | fine contratto |          |
| C        | Dario Hunt       | Nancy            | fine contratto |          |
| AG       | Bobby Jones      | Casalpusterlengo | fine contratto |          |
| AP       | Andrea Ghiacci   | Urania Milano    | fine contratto |          |
| C        | Linton Johnson   | Scafati Basket   | fine contratto |          |
| AC       | Uroš Slokar      | Free agent       | fine contratto |          |
| AG       | Tommaso Ingrosso | Urania Milano    | fine contratto |          |

### Dopo l'inizio della stagione
| Acquisti | Acquisti         | Acquisti       | Acquisti         | Acquisti   |
| R.       | Nome             | da             | Data             | Modalità   |
| -------- | ---------------- | -------------- | ---------------- | ---------- |
| AP       | Yakhouba Diawara | Free agent     | 15 gennaio 2017  | definitivo |
| C        | Linton Johnson   | Scafati Basket | 24 gennaio 2017  | definitivo |
| G        | Dardan Berisha   | Kutno          | 18 febbraio 2017 | definitivo |

| Cessioni | Cessioni           | Cessioni          | Cessioni        | Cessioni    |
| R.       | Nome               | a                 | Data            | Modalità    |
| -------- | ------------------ | ----------------- | --------------- | ----------- |
| G        | Darryl Jackson     | Scafati Basket    | 20 gennaio 2017 | rescissione |
| AC       | Nik'a Met'reveli   | Scafati Basket    | 20 gennaio 2017 | rescissione |
| AC       | Olek Czyż          | Free agent        | 8 febbraio 2017 | rescissione |
| P        | Édgar Sosa         | Free agent        | 16 marzo 2017   | rescissione |
| G        | Daniele Cinciarini | Fortitudo Bologna | 24 aprile 2017  | rescissione |

## Risultati

### Serie A

#### Regular season

##### Girone di andata
| Arbitri: | Biggi (Sarmato) Attard (Siracusa) Morelli (Brindisi) |

|                                          |            |                                        |
| F. Pilepić 23 D. Waters 18 J. Johnson 14 | Punti      | 22 M. Watt 18 E. Sosa 15 D. Cinciarini |
| D. Waters 12                             | Assist     | 14 E. Sosa                             |
| J. Johnson, G. Lawal 10                  | Rimbalzi   | 6 M. Watt                              |
| Rimas Kurtinaitis                        | Allenatori | Sandro Dell'Agnello                    |

##### Girone di ritorno
| Castel Morrone 12 marzo 2017, ore 18:15 7ª giornata | Juvecaserta | – | Pall. Cantù | PalaMaggiò |

## Statistiche

### Statistiche di squadra
Aggiornate al 4 gennaio 2017.
| Competizione | Punti | In casa | In casa | In casa | In casa | In casa | In trasferta | In trasferta | In trasferta | In trasferta | In trasferta | Totale | Totale | Totale | Totale | Totale | Totale |
| Competizione | Punti | G       | V       | P       | Ptf     | Pts     | G            | V            | P            | Ptf          | Pts          | G      | V      | P      | Ptf    | Pts    | Diff.  |
| ------------ | ----- | ------- | ------- | ------- | ------- | ------- | ------------ | ------------ | ------------ | ------------ | ------------ | ------ | ------ | ------ | ------ | ------ | ------ |
| Serie A      | 14    | 7       | 5       | 2       | 580     | 549     | 7            | 2            | 5            | 573          | 635          | 14     | 7      | 7      | 1.153  | 1.184  | -31    |
| Totale       | 14    | 7       | 5       | 2       | 565     | 549     | 7            | 2            | 5            | 573          | 635          | 14     | 7      | 7      | 1.153  | 1.184  | -31    |

### Statistiche dei giocatori

#### In campionato
Aggiornate al 4 gennaio 2017.
| Nome               | G | Pun | Min | Falli | Falli | Tiri da 2 | Tiri da 2 | Tiri da 2 | Tiri da 3 | Tiri da 3 | Tiri da 3 | Tiri Liberi | Tiri Liberi | Tiri Liberi | Rimbalzi | Rimbalzi | Rimbalzi | Stop | Stop | Palle | Palle | Ass | Val | OER   | +/- |
| Nome               | G | Pun | Min | C     | S     | R         | T         | %         | R         | T         | %         | R           | T           | %           | O        | D        | T        | D    | S    | P     | R     | Ass | Val | OER   | +/- |
| ------------------ | - | --- | --- | ----- | ----- | --------- | --------- | --------- | --------- | --------- | --------- | ----------- | ----------- | ----------- | -------- | -------- | -------- | ---- | ---- | ----- | ----- | --- | --- | ----- | --- |
| Édgar Sosa         | 0 | 0   | 0   | 0     | 0     | 0         | 0         | 0.0       | 0         | 0         | 0.0       | 0           | 0           | 0.0         | 0        | 0        | 0        | 0    | 0    | 0     | 0     | 0   | 0   | 0.000 | 0   |
| Daniele Cinciarini | 0 | 0   | 0   | 0     | 0     | 0         | 0         | 0.0       | 0         | 0         | 0.0       | 0           | 0           | 0.0         | 0        | 0        | 0        | 0    | 0    | 0     | 0     | 0   | 0   | 0.000 | 0   |
| Marco Giuri        | 0 | 0   | 0   | 0     | 0     | 0         | 0         | 0.0       | 0         | 0         | 0.0       | 0           | 0           | 0.0         | 0        | 0        | 0        | 0    | 0    | 0     | 0     | 0   | 0   | 0.000 | 0   |